# Astragalus sclerocarpus
Astragalus sclerocarpus är en ärtväxtart som beskrevs av Asa Gray. Astragalus sclerocarpus ingår i släktet vedlar, och familjen ärtväxter. Inga underarter finns listade i Catalogue of Life.